# Chapelle Notre-Dame-de-Lhor
Pour les articles homonymes, voir Notre-Dame et Lhor.
La chapelle Notre-Dame-de-Lhor dite Notre-Dame-de-Pitié est un ermitage à Métairies-Saint-Quirin en Moselle.

## Histoire
Une première communauté chrétienne s'implante en ces lieux vers 875, à l'emplacement d'un sanctuaire dédié à la Déesse-Mère (christianisé au VIe siècle) ; s'y développe rapidement un pèlerinage. L'existence d'une chapelle et d'un ermitage est attestée au XIIIe siècle. Par suite d'un incendie en 1440, la chapelle est rapidement reconstruite par un ermite ; elle subit des remaniements par son propriétaire, Théodore Schaeffer de Saint-Quirin, son fils, le frère Nicolas y résidant en tant qu'ermite ; une petite cloche datée de 1434 a d'ailleurs disparu lors de la dernière restauration de l'édifice cultuel ; l'ermitage abritait alors trois frères. La veuve de Théodore Schaeffer cède la chapelle au prieuré de Saint-Quirin en 1457 (Henri de Dingsheim, prieur). À nouveau incendiée en 1730, la chapelle est reconstruite en 1732 (date de la bénédiction) par le prieur Edmond Herb ; une partie des murs de 1442 subsiste. Au XVIIIe siècle, l'existence d'un autre bâtiment (détruit pendant la Seconde Guerre mondiale) est attestée, qui abritait un chapelain, un religieux économe et un ermite gardien du sanctuaire. La chapelle faisait office d'église succursale pour les annexes de Saint-Quirin (Heille, Halmose, Romprey, Haute Gueisse-Craon, Jardinot, Cubolot, Jean Limon, Willer dit Courtegain). Rachetée 15 francs à la Révolution par un huissier de Saint-Quirin (Monsieur Bertin), elle sera convoitée en vain en 1838 par l'abbé Capitaine, curé de Saint-Quirin et l'abbé Trévillet, curé de Cirey. En 1900, le dernier ermite, frère Jean, décède. L'ermitage est abandonné, cependant que pèlerinages et mariages se poursuivent. Endommagée pendant la Seconde Guerre mondiale, la chapelle est restaurée par une association (en 1969, elle est toujours à l'état d'abandon). Origine du vocable : « L'hor » (également orthographié Lhor et Lohr) vient de laura, « cellule », « ermitage » ou Virga Dolorum, « Notre-Dame de Pitié ».